# مهندس بيانات
مهندس البيانات هو الشخص الذي يقوم بدور هندسة البيانات، وهو يتركز على التعامل مع البيانات سواءً كانت منظمة أو غير منظمة عبر جمعها وتخزينها ومُعالجتها وتحويلها والاشراف عليها، حيث يعد دوره هامًا في مجال علوم البيانات حين التعامل مع البيانات الضخمة لتجهيز البنية التحتية والتأكد من سلامة ودقة البيانات قبل البدأ في تحليل البيانات أو تدريب نماذج تعلم الآلة والذكاء الإصطناعي على تلك البيانات.

## التعريف
بحسب تعريف شركة IBM لمهندس البيانات:

## أنظر ايضًا
- هندسة البيانات
- إدارة البيانات